# Какодилова кислота
Какодилова, або диметиларсинова кислота — сполука арсену, похідна ортоарсенатної кислоти. Похідні какодилової кислоти, какодилати, часто використовують як гербіциди. Наприклад, «Агент Блю», один з перших гербіцидів, що використовувалися під час війни у В'єтнамі, був сумішшю какодилової кислоти та її натрієвої солі і використовувався для знищення посівів рису.

## Історія
Найраніші дослідження какодилів провів Роберт Бунзен у Марбурзькому університеті. Сам Бунзен так писав про ці сполуки: «запах цього тіла викликає миттєве поколювання в руках і ногах, аж до запаморочення і непритомності… Примітно, що коли людина зазнає впливу запаху цих сполук, язик покривається чорним нальотом, навіть якщо відсутні подальші негативні наслідки». Його роботи в цій галузі призвели до глибшого розуміння природи метилового радикала.
Окис какодилу, ((СН3)2As)2O, став першою металоорганічною сполукою, отриманою синтетичним способом.
Какодилова кислота і її солі, використовувані для створення гербіцидів багатьма виробниками, продавалися під численними брендами. APC Holdings Corp. продавали какодилову кислоту і її солі під фірмовим найменуванням Phytar. Різновид, використовуваний у В'єтнамі (Агент Блю) називався Phytar 560G.

## Властивості
Какодилова кислота — горюча, біла, гігроскопічна тверда речовина без запаху, дуже добре розчинна у воді. Водний розчин проявляє кислотні властивості.

## Застосування
Какодилат натрію часто використовують для приготування буферних розчинів під час підготовки і фіксації біологічних зразків для електронної мікроскопії. Застосовують також натрієву сіль какодилової кислоти при кристалізації білка як буферний розчину з рН у діапазоні від 5,0 до 7,4.
Какодилова кислота також використовується як неселективний гербіцид для боротьби з бур'янами на неокультурених землях, для дефоліації і висихання бавовняних культур до збирання врожаю і знищення небажаних дерев шляхом ін'єкції. В Європейському Союзі і в Швейцарії цю речовину заборонено до використання як компонент гербіцидів.

## Синтез і реакції
У XVIII столітті було відомо, що поєднуючи As2О3 і чотири еквіваленти ацетату калію (СН3COOK) можна отримати так звану «кадетську димну рідину», яка містила окис какодилу ((СН3)2As)2О і какодил ((СН3)2As)2.
Какодилову кислоту можна відновити до похідних диметиларсину(III), які є універсальними проміжними продуктами для синтезу інших органічних сполук арсену:
{\displaystyle {\mathsf {(CH_{3})_{2}AsO_{2}H+2Zn+4HCl\rightarrow (CH_{3})_{2}AsH+2ZnCl_{2}+2H_{2}O}}}
{\displaystyle {\mathsf {(CH_{3})_{2}AsO_{2}H+SO_{2}+HI\rightarrow (CH_{3})_{2}AsI+H_{2}SO_{4}}}}

## Вплив на здоров'я
Какодилова кислота надзвичайно токсична за потрапляння всередину, вдихання або контакту зі шкірою. На гризунах показано, що вона є тератогеном, часто викликає розщеплення піднебіння і фетальну смертність за високих доз. Показано, що вона проявляє генотоксичні властивості в клітинах людини, викликає апоптоз клітин, а також знижує швидкість синтезу ДНК і спричиняє вкорочення її ниток. Какодилова кислота не є сильним канцерогеном, проте підсилює дію інших канцерогенів у таких органах, як нирки і печінка.